# Radio 538

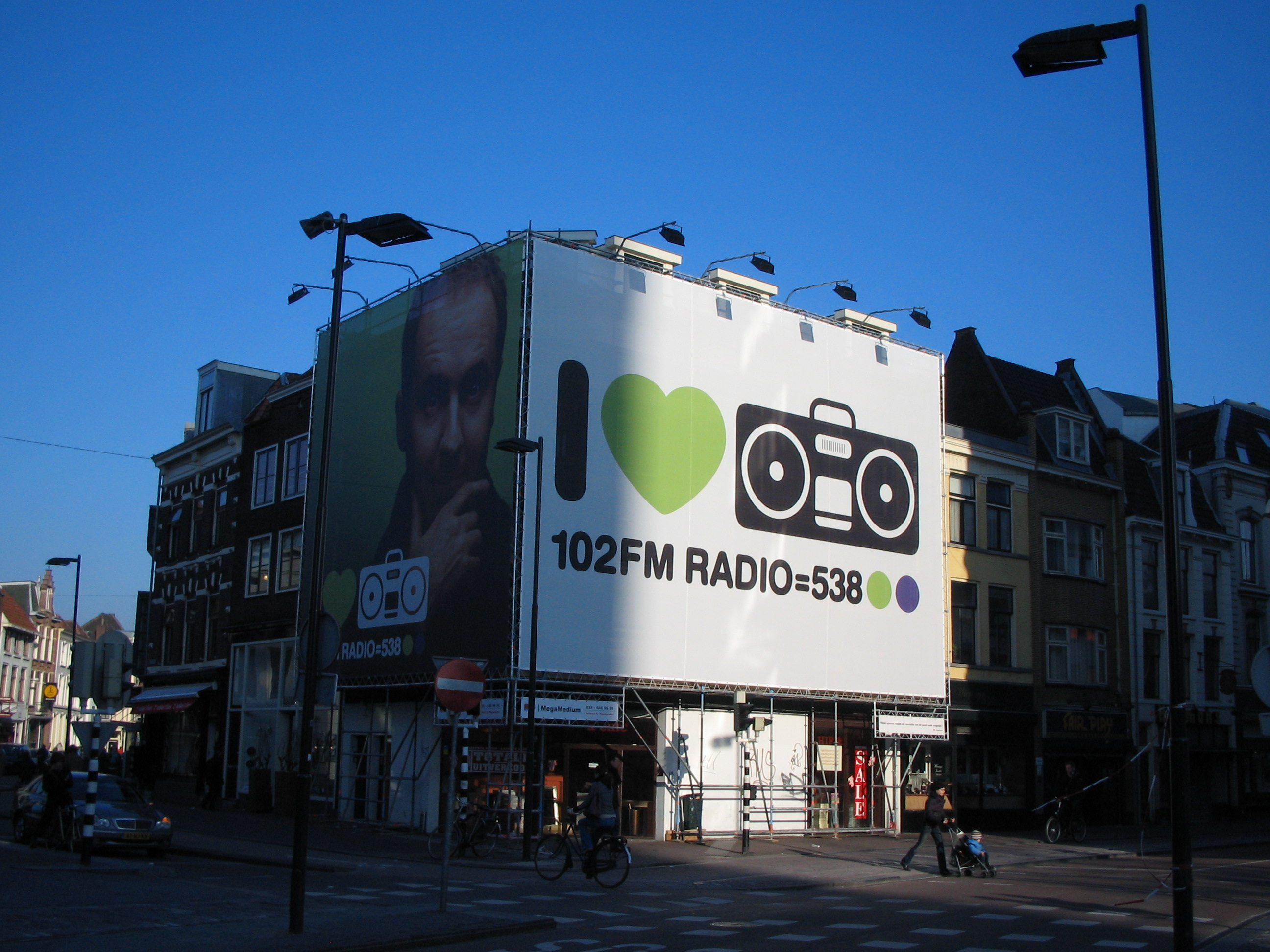
Posters voor Radio 538, in 2006 op de Neude in Utrecht

Radio 538 (uit te spreken als radio-vijf-drie-acht) is een commerciële Nederlandse radiozender. Het station draait voornamelijk moderne hits en richt zich op jongeren en volwassenen die een voorkeur hebben voor pop-, rock-, dance- en r&b-muziek.
De zender was in de luistercijfermeting van april/mei 2004 voor het eerst de zender met het hoogste marktaandeel in de doelgroep 10+. Tot 2019 stond het station regelmatig bovenaan in de periodieke metingen.

## Geschiedenis

### Oprichting
Radio 538 is de opvolger van Sky Hitradio, een zusterstation van Sky Radio dat van juli tot december 1992 uitzond. Radio 538 is een initiatief van een aantal voormalige Radio 3-diskjockeys van Veronica, onder leiding van Lex Harding en Erik de Zwart. De naam verwijst naar de golflengte waarop Veronica in de jaren 70 uitzond vanaf zee (538 meter op de middengolf, ca. 557 kHz). Bij de oprichting bestond het team onder andere uit Rick van Velthuysen, Wessel van Diepen, Erik de Zwart, Michael Pilarczyk, Will Luikinga, Corné Klijn en Ruud de Wild.

### Format
De zender richtte zich in het begin vooral op jongeren, met slogans als The station of a young generation. Met de komst van diskjockeys als Edwin Evers werd de doelgroep uitgebreid en richtte het station zich op een breder publiek. Wekelijks wordt er een nieuwe Dancesmash gedraaid en tot eind 2018 werd ook de nieuwe Alarmschijf gedraaid. Deze is echter, samen met de Nederlandse Top 40 op 1 januari 2019 verhuisd naar Qmusic om plaats te maken voor een eigen hitlijst: de 538 Top 50. Ter vervanging van de Alarmschijf werd de 538 Favourite geïntroduceerd in juni 2020. Ook kan de luisteraar meebepalen wat er wordt gedraaid in het onderdeel Maak 't of kraak 't en in het verleden de Top 538.
Het format bestaat anno 2022 uit dance, r&b en hits uit een jong verleden, aangevuld met informatie en vermaak door dj's.

### Frequenties
Gedurende de eerste jaren zond Radio 538 enkel uit op de kabel. In 1994 werd een verzoek om ook in de ether uit te mogen zenden nog afgewezen ten gunste van een aantal kleinere stations. De zender begon hierop een mediacampagne waarmee in totaal 320.000 handtekeningen werden verzameld. In 1995 kreeg het station de felbegeerde FM-etherfrequentie (103,0 MHz, vanuit Lelystad). Op 1 januari 1998 verhuisde 538 naar een ander frequentiepakket, bestaande uit verschillende fm-frequenties per regio: voornamelijk op 101,0 MHz. Na de Zerobase in 2003 verhuisde het station opnieuw naar een ander frequentiepakket: voornamelijk 102,0 MHz.

### Eigenaren

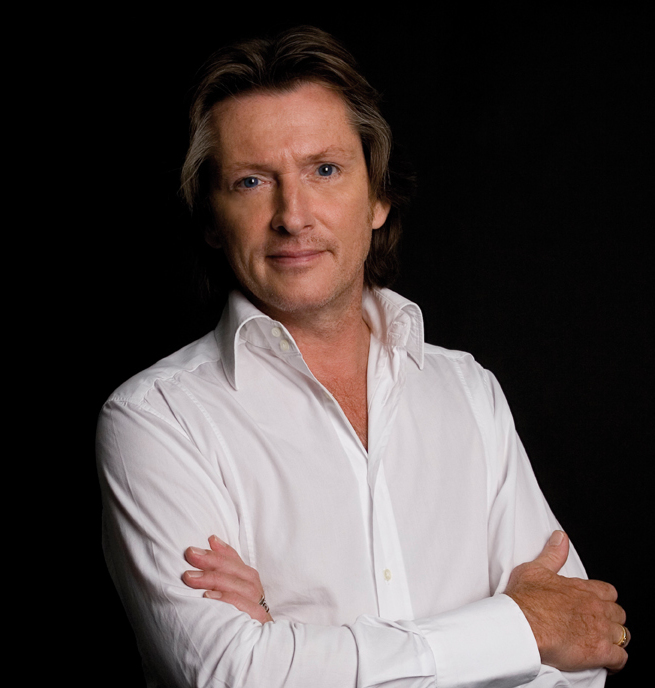
Erik de Zwart

Radio 538 werd in oktober 1992 opgericht door oud Hilversum 3 en Radio 3 Veronica dj en radiodirecteur Lex Harding en oud Veronica en TROS Hilversum 3 en Radio 3 dj Erik de Zwart. In 1995 richtte Lex Harding de tv-zender TMF (The Music Factory) op. Beide stations zonden vanuit hetzelfde pand uit en werkten veel samen. Erik de Zwart werd de nieuwe directeur van Radio 538. Eind 2002 vertrok Erik de Zwart naar Talpa Radio International.
In december 2003 werd Radio 538 verkocht aan de investeringsmaatschappij Advent International. Lex Harding behield 10% van de aandelen.
Op 31 mei 2005 werd Radio 538 volledig overgenomen door Talpa van John de Mol en nam Lex Harding definitief afscheid. Samen met Radio 10 Gold, dat reeds in bezit was van Talpa, werd Radio 538 onder het beheer van Talpa Radio (vanaf 2006: Talpa Media) gebracht. Tot dat moment had Talpa, naast Radio 10 Gold, ook Noordzee FM in bezit. Omdat het onder de bepalingen van de frequentieverdeling van 2003 niet was toegestaan om twee algemene, landelijke commerciële radio-omroepen te bezitten, was Talpa gedwongen Noordzee FM te verkopen. Het Vlaamse bedrijf De Persgroep nam Noordzee FM over en doopte het station enkele maanden later om in Q-music. De Persgroep hoefde niets voor Noordzee FM te betalen aan Talpa.
Op 1 oktober 2007 werd Radio 538, samen met diverse programma's van de televisiezender Tien, overgenomen door RTL Nederland. Op 1 januari 2012 werd Radio 538, net als de zusterstations Radio 10 Gold en Slam!FM, weer overgenomen door Talpa Media. Dit was een gevolg van een transactie tussen RTL Group en Talpa Media, waarbij een aandelenruil en verkoop aan de orde is geweest. De RTL Group bezit sinds 1 januari 2012 weer alle aandelen van RTL Nederland Holding, terwijl Talpa Media weer 100% eigenaar werd van Radio 538. Een en ander is een gevolg van de deelname door Talpa Media in SBS Broadcasting. De stations werden ondergebracht in de 538 Groep.
Vanaf 1 oktober 2016 vormt de 538 Groep samen met de Sky Radio Group een gezamenlijk bedrijf. Sinds 9 januari 2017 heet de organisatie Talpa Radio, waarmee zij de eigenaar is van Radio 538, Radio 10, Sky Radio en tot aan eind juni 2023 ook Radio Veronica.

## Studio

### Bussum
De uitzendingen van Radio 538 werden aanvankelijk gemaakt in studio Concordia in Bussum, een gebouw dat in de jaren 50 werd gebruikt als televisiestudio en in de jaren 80 en 90 werd gebruikt door het Veronica-programma Countdown.

### Hilversum
Eind jaren 90 verhuisde het radiostation naar een villa aan de Koninginneweg in Hilversum. Sinds 1 december 2012 is Radio 538 gehuisvest, samen met de andere zenders van Talpa Network, in het 4.400 m² grote voormalige NCRV-pand aan de Bergweg in dezelfde plaats. Op 30 september 2024 nam de zender een nieuwe studio in gebruik in datzelfde pand.

## Medewerkers

### Algemeen directeur
- Lex Harding (1992–1995)
- Erik de Zwart (1995–2002)
- Lex Harding (a.i., 2003)
- Jan Willem Brüggenwirth (2004–2013)
- Jacqueline Smit (2013–2015)
- Menno Koningsberger (2015–2019)
- Paul Römer (2019–2024)

### Programmadirecteur / Radiodirecteur
- Erik de Zwart (1992–2003)
- Niels Hoogland (2003–2011)
- Florent Luyckx (2011–2013)
- Dave Minneboo (2013–2018)[9]
- Marc Adriani (2018–2021, programmadirecteur Talpa Radio)
- Menno de Boer (2018–2020)
- Coco Hermans (2020–2023)[10]
- Dave Minneboo (2022–heden, creatief directeur Talpa Radio)

### Sidekicks
- Niels van Baarlen (2001–2018 Evers Staat Op, 2023–heden De 538 Ochtendshow)
- Cobus Bosscha (2024–heden Evers & Co)
- Jelte van der Goot (De 538 Middagshow)
- Airen Mylene (2023–heden De 538 Middagshow)
- Rick Romijn (2000–2018 Evers Staat Op, 2023–heden De 538 Ochtendshow)

### Nieuwslezers
Ieder uur wordt het 538 Nieuws uitgezonden op de zender, dat wordt ondersteund door het ANP. Tijdens de ochtend- en middagshow zijn er ook nieuwsbulletins op het halve uur. De weerberichten worden verzorgd door Weeronline. De huidige, vaste nieuwslezers van Radio 538 zijn:
- Marcel Barendse (overdag)
- Henk Blok (2024–heden Evers & Co)
- Florentien van der Meulen (2023–heden De 538 Ochtendshow)
- Anne Rance (overdag)
- Iris Schut (2023–heden De 538 Middagshow)
- Eva Vloon (2023–heden, Bas & Dylan)
- Marrit de Vries (2023–heden, 11.00-14.00)
- Hannelore Zwitserlood (overdag)

Op andere momenten wordt het nieuws voorgelezen door nieuwslezers die bij het ANP werken.

### Stationvoices
- Sandra Dorland (2000-2011)
- Kimberly van de Berkt (2011-2021)
- Celine Huijsmans (2022-2023)
- Willemijn de Vries (2023-heden)
- Rick Romijn (2000-2018)
- Wessel van Diepen (-heden)

## Programma's

### Maandag t/m donderdag
Sinds 5 juni 2023 zijn Tim Klijn, sidekicks Niels van Baarlen en Rick Romijn en nieuwslezeres Florentien van der Meulen vanaf 6.00 uur te horen met De 538 Ochtendshow met Tim, Rick, Niels & Florentien; in het uur ervoor presenteert producer Niels van der Veen een programma. Het ochtendprogramma werd eerder onder anderen gepresenteerd door Edwin Evers (2000-2018), Frank Dane (2019-2021) en Wietze de Jager (2022-2023). Na 10.00 uur zijn achtereenvolgens Dennis Ruyer met Greatest Hits, Lindo Duvall en Mark Labrand te horen met ieder een programma van twee uur.
Het middagprogramma (16.00 tot 19.00 uur) wordt sinds 29 augustus 2022 gepresenteerd door Frank Dane en sidekicks Jelte van der Goot en Airen Mylene. In de avond zijn Martijn La Grouw (19.00-21.00 uur) en Bas Menting samen met Dylan Boet (21.00-00.00 uur) te beluisteren. Aansluitend zijn er nog twee gepresenteerde programma's tussen 00.00 en 05.00 uur. Deze worden bij toerbeurt gepresenteerd door Danny Blom en Kylian van Luijt (00.00 tot 03.00 uur) en Kylian van Luijt en Marnix Westhuis (03.00 tot 05.00 uur).

### Vrijdag
De volledige programmering tot 14:00 is hetzelfde als de rest van de week. Vervolgens zijn Edwin Evers, Cobus Bosscha en Henk Blok van 14.00 tot 18.00 uur te horen met Evers & Co. Op vrijdagavond presenteren Bas Menting en Dylan Boet de vrijdagavondshow (18.00-21.00 uur). Van 21.00 uur tot 02.00 uur zijn danceprogramma's van ieder een uur te horen: De 538 Weekendmix, Martin Garrix, Sunnery James & Ryan Marciano, Lucas & Steve en David Guetta en tussen 2:00-3:00 één keer per maand Hardwell.

### Weekend
Op zaterdag overdag bestaat de programmering uit Julia van Reyendam (07.00-9.00 uur), Beste van De 538 Ochtendshow (09.00-12.00 uur) met Niels van der Veen, Jordi Warners (12.00-15.00 uur) en Mark Labrand met de 538 Top 50 (15.00-18.00 uur). In de avond is Jordi Warners te horen met 538 Hotline (18.00-19.00 uur), gevolgd door Wessel van Diepen met de Global Dance Chart (19.00-21.00 uur) en Armin van Buuren met Dance Department (21.00-00.00 uur). 's Nachts de programma's te horen van Tiësto (Clublife, 00.00-01.00 uur), Van Buuren (A State of Trance, 01.00-03.00 uur) en Afrojack (Jacked, 03.00-04.00 uur).
De zondagprogrammering begint met Julia van Reyendam (07.00-09.00 uur), Beste van Evers&Co met Marnix Westhuis (09.00-12:00 uur) en Jordi Warners (12.00-15.00 uur). De rest van de zondag wordt gepresenteerd door Martijn La Grouw (15:00-18:00), opnieuw Julia van Reyendam (18:00-21:00 uur) en Marnix Westhuis (21:00-00.00 uur).

## Evenementen

### 538DJ Hotel
Tijdens het Amsterdam Dance Event organiseert Radio 538 sinds 2014 het 538DJ Hotel. De studio-uitzendingen vinden plaats, behalve 's nachts, in The Student Hotel in Amsterdam. Tot en met 2016 was het in The College Hotel in Amsterdam. In het 538DJ Hotel komen verschillende nationale en internationale artiesten langs, die deelnemen aan het Amsterdam Dance Event. Ook geven een aantal artiesten exclusies showcases aan een selecte groep luisteraars, die vooraf hebben gewonnen bij Radio 538 om in het hotel te kunnen verblijven. De reguliere radio-uitzendingen in het hotel zijn vrij toegankelijk voor publiek.

### 538 JingleBall
Op 22 december 2012 organiseerden Radio 538 en RTL 5 de prijzenshow en muziekfestival 538 JingleBall in de Ziggo Dome. De show werd georganiseerd omdat Radio 538 in 2012 20 jaar bestond. Op 21 december 2013 was de tweede editie van 538 JingleBall, ditmaal werd er alleen dansmuziek gedraaid door Nederlandse diskjockey's. De derde editie vond plaats op 19 en 20 december 2014. Daarna was er steeds een jaarlijkse editie tegen de kerstdagen aan. In 2018 heeft Radio 538 besloten om te stoppen met 538 JingleBall.

### 538 Koninginnedag / Koningsdag
Tot en met 2011 organiseerde 538 jaarlijks op Koninginnedag een groot feest op het Museumplein in Amsterdam. Verschillende artiesten uit binnen- en buitenland traden daar op vanaf 12 uur 's middags en de dag werd traditioneel afgesloten met een groot muziek en visueel spektakel van een bekende dj. Op dit evenement kwamen zo'n 300.000 bezoekers af. In november 2011 besloot de gemeente Amsterdam dat dit Koninginnedagfeest niet meer plaats mocht vinden in verband met veiligheid. Aanvankelijk zou het 538-feest in 2012 op het plein bij RAI Amsterdam worden gehouden, maar in januari van dat jaar werd besloten het feest geheel af te blazen. Na een evaluatie van de editie 2012 besloot de gemeente in 2013 de opzet van meer verspreide, kleinschaliger feesten op Koninginnedag voort te zetten. Op Koningsdag 2014 werd echter een nieuwe locatie gevonden voor het 538-feest, het Chasséveld in Breda. Dat betekende dat de traditie alsnog kon worden voortgezet. Het feest wordt ook rechtstreeks uitgezonden op Radio 538, de website van Radio 538, het digitale tv-kanaal 538-TV en sinds 2018 op SBS6. In 2020 en 2021 moest het feest worden afgelast vanwege de coronapandemie die in 2020 uitbrak. Als alternatief werd het feest deze jaren gestreamd via de site van Radio 538, zodat mensen dit thuis konden vieren. Alle artiesten die in deze jaren op het Chasséveld zouden staan traden hierbij op in hun eigen woning.
In de week na Koningsdag kunnen luisteraars met de recyclemunt die zij tijdens het Koningsdagfeest krijgen voor het bestellen van drankjes kans maken op € 53,80. Hiervoor moeten ze de unieke code die op de munt staat gedurende deze week invoeren op de site van Radio 538. Uit de ingevoerde codes worden dan op de vrijdag na Koningsdag de winnaars getrokken.

### 538 Oranjeplein/Huis van Oranje
Als Nederland meedoet met een EK of WK voetbal, organiseert Radio 538 op het Museumplein in Amsterdam het 538 Oranjeplein. Mensen kunnen dan op het Museumplein gezamenlijk op grote schermen naar alle wedstrijden van het Nederlands Elftal kijken. Tijdens het WK 2014 werd het Oranjeplein echter na de achtste finale niet meer georganiseerd omdat de tijdstippen van de wedstrijden die daarna volgden vanwege het tijdsverschil met Brazilië te laat waren en de overlast voor omwonenden te groot was. Tijdens de halve finale werd echter wel weer een Oranjeplein georganiseerd, maar dan op een andere locatie, het Arena Park, naast de Johan Cruijff ArenA.
Tijdens het WK van 2022 in Qatar dat in de winter werd gespeeld in plaats van in de zomer werd in plaats van het Oranjeplein in AFAS Live en in de Johan Cruijff ArenA het evenement Huis van Oranje gehouden. Dit was een indoorversie van het Oranjeplein. Radio 538 zond tijdens de wedstrijden live uit vanaf dit evenement.

### 538 Schoolawards

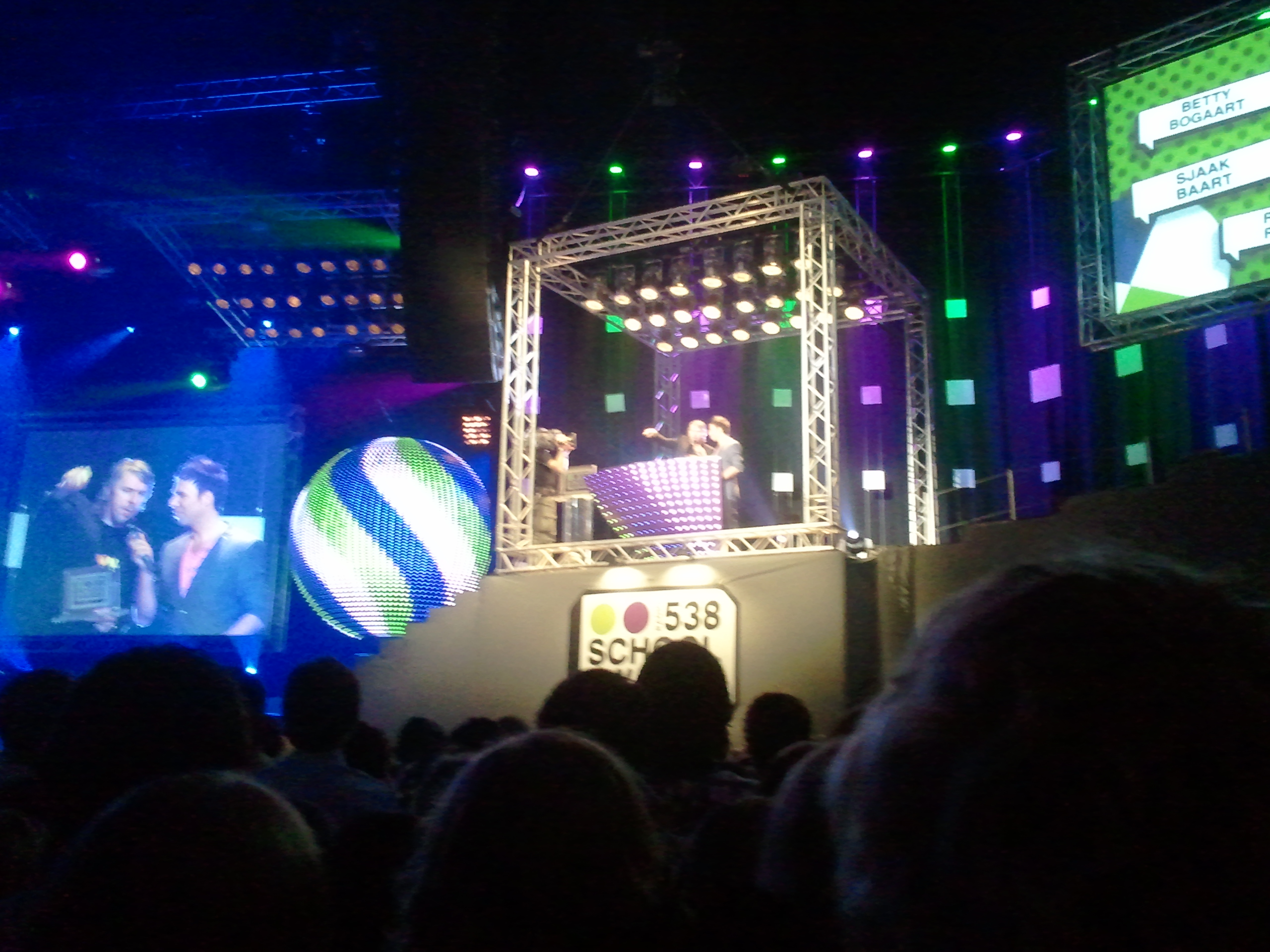
538 Schoolawards uitreiking

Van 2005 tot en met 2012 reikte 538 jaarlijks de 538 Schoolawards uit aan de leukste school van Nederland. Alle middelbare scholen van Nederland konden zich aanmelden voor deze verkiezing, waarna de scholieren op hun school konden stemmen. De scholen met de meeste stemmen gingen met elkaar de strijd aan in de finale om een groot schoolfeest en de 538 Schoolawardstitel te winnen. In 2006 won het Zwijsen College uit Veghel. In 2007 werd de prijs gewonnen door het Adelbert College in Wassenaar, in 2008 door CSG Willem van Oranje in Oud-Beijerland, in 2009 door het Baudartius College in Zutphen, in 2010 door Het Baarnsch Lyceum in Baarn, in 2011 door Sg Spieringshoek in Schiedam en in 2012 door het Kalsbeek College in Woerden. Vanaf 2013 nam Slam!FM de schoolawards over van 538. Voortaan heette het SLAM!Schoolawards.

### Das Coen Und Sander Fest
Sinds februari 2016 organiseert De Coen en Sander Show het jaarlijkse winterevenement Das Coen Und Sander Fest. Tijdens het evenement komen verschillende artiesten langs voor een optreden. Elk jaar heeft het evenement een winters thema, waarin het publiek aan de hand van het thema anders gekleed is. In 2016 en 2017 vond het plaats in AFAS Live in Amsterdam en sinds 2018 in de Jaarbeurs in Utrecht. De reden voor de verplaatsing van de locatie was de uitbreiding van de capaciteit.

### Olympische Spelen
Van de Olympische Spelen van 2000 in Sydney tot de Olympische Spelen van 2016 in Rio de Janeiro was het tijdens Olympische Spelen traditie dat de ochtendshow van Radio 538 tijdens de Spelen twee weken lang live werd uitgezonden vanaf de locatie van de Spelen. Hiervoor werd in het Holland Heineken House een speciale radiostudio opgebouwd waar de presentatoren van de show die hiervoor speciaal afreisden naar de Spelen Nederlandse sporters en artiesten ontvingen. Van 2000 t/m 2018 werd dit gedaan door Edwin Evers met zijn ochtendprogramma Evers Staat Op. In 2021 (oorspronkelijk in 2020) zou zijn opvolger Frank Dane die van januari 2019 tot januari 2022 de ochtendshow van Radio 538 presenteerde dit doen, maar vanwege de coronapandemie mochten er geen buitenlanders naar de Olympische Spelen in Tokio. Frank Dane kon dus niet afreizen naar Tokio en presenteerde daarom als alternatief hiervoor tijdens de Spelen zijn ochtendshow in Scheveningen. Hij deed dit op het "Olympic Festival" dat daar werd gehouden voor het thuisblijvende Nederlandse Publiek. Hiermee was dit de eerste keer sinds 2000 dat de ochtendshow van Radio 538 tijdens de Olympische Spelen niet werd uitgezonden vanaf de locatie van de Spelen. Hetzelfde gold voor de Olympische Winterspelen van 2022 in Peking. Ook hier mochten vanwege de coronapandemie geen buitenlanders naar toe, zodat ook Wietze de Jager niet naar de Spelen kon reizen. Hij presenteerde de ochtendshow daarom tijdens de Spelen gewoon vanuit de 538-studio in Nederland. Vanaf de Spelen van 2024 zal Radio 538 niet meer uitzenden tijdens de Olympische Spelen, omdat ze Team NL vanaf dat jaar niet meer sponsoren. De traditie zal vanaf dat jaar worden overgenomen door Qmusic dat Team NL vanaf dat jaar sponsort. De presentatoren van hun ochtendshow reizen dan af naar de Spelen om twee weken lang live uit te zenden vanuit het Team NL-Huis en de Nederlandse Sporters en gasten te ontvangen. Als alternatief zou Radio 538 dat jaar tijdens het EK voetbal de middagshow live uitzenden vanaf de Camping van Oranje, maar omdat deze werd geschrapt vanwege een faillissement van de organisator werd de show in plaats daarvan live uitgezonden vanuit de thuisbasis van het Nederlands Elftal in Wolfsburg. Deze uitzendingen werden beëindigd nadat op 10 juli 2024 het Nederlands Elftal werd uitgeschakeld in de halve finale.

### The Voice of Holland
Radio 538 zond tijdens seizoen 1 t/m 9 van The Voice of Holland tegelijk met RTL 4 de liveshows van deze talentenjacht uit. Vanaf seizoen 10 zendt Radio 538 echter niet meer live uit op de radio.

### Turn up the Beach
Op 9 juli 2011 organiseerde 538 in samenwerking met Spa Reine het strandfestival Turn up the Beach. Op 14 juli 2012 organiseerde 538 in samenwerking met Pepsi de tweede editie van Turn up the Beach. Op 13 juli 2013 was de derde editie van Turn up the Beach.

### Formule 1
Sinds de Formule 1 in 2021 is teruggekeerd in Nederland, zendt Radio 538 tijdens de "Dutch Grand Prix" drie dagen live uit vanaf het Circuit van Zandvoort. Hiervoor wordt in de fanzone een speciale studio gebouwd. Tijdens de uitzending wordt verslag gedaan van alles wat op en rond het circuit gebeurt tijdens de GP. De uitzending is te volgen op Radio 538 en TV 538. In de week voor de Dutch Grand Prix kunnen bij Radio 538 de allerlaatste tickets voor het evenement worden gewonnen. Ook wordt in deze week de "Dutch top 1000" uitgezonden, de lijst met de 1000 beste Nederlandse hits.

## Acties

### Hier met je rekening!
Een jaarlijks terugkerend item is Hier met je rekening!. Bij deze actie betaalt Radio 538 de rekeningen van luisteraars. Deze actie vond aanvankelijk tweemaal per jaar plaats, in januari, na de Kerstvakantie en in augustus/september na de zomervakantie. Later werd dit aangepast naar eenmaal per jaar, na de Kerstvakantie in januari en de laatste jaren eind januari/begin februari. omdat in de maand december het meeste geld wordt uitgegeven en hierdoor andere rekeningen vaak blijven liggen. Luisteraars kunnen vanaf eind december rekeningen sturen naar Radio 538 door deze te uploaden via de site of app van Radio 538. De actie zelf duurt enkele weken, meestal twee of drie weken, waarin elk uur een rekening wordt voorgelezen. Degene die zijn/haar rekening herkent, dient binnen 15 minuten naar de studio te bellen. Als dit lukt, wordt de rekening betaald door Radio 538. Lukt dit niet, dan wordt de "aasgierenlijn" geopend. Luisteraars kunnen dan bellen naar de studio om kans te maken op het bedrag van de rekening. De eerste luisteraar die dan belt, krijgt het bedrag. Alle genoemde namen worden gedurende de actieperiode vermeld op de site en in de app van Radio 538, zodat luisteraars die een rekening hebben ingestuurd, kunnen zien of hun naam al is genoemd op de radio. In 2020 wordt in het najaar een extra editie van deze actie gehouden vanwege de coronacrisis, waardoor veel andere rekeningen zijn blijven liggen. Bij deze extra editie worden van september t/m december rekeningen van luisteraars betaald in de Ochtendshow van Frank Dane. Ook in 2022 werd een extra editie gehouden in het najaar vanwege het mooie zomerweer, waardoor veel andere rekeningen zijn blijven liggen. In 2022 kon er ook nog een prijs van € 40.000,- in Bitcoins worden gewonnen. Deze prijs kan alleen gewonnen worden door luisteraars wiens rekening is betaald, dat wil zeggen luisteraars die binnen 15 minuten naar de studio hebben gebeld. Luisteraars die via de "aasgierenlijn" winnen doen dus niet mee. Verder betalen Wietse en Klaas in 2023 gedurende het hele jaar elke ochtend een rekening van een luisteraar.
Op 31 maart 2022 werd van deze actie ook een tankbonnen-editie gehouden. Dit is omdat de benzineprijzen steeds hoger worden. In deze editie betaalde 538 tankbonnen van luisteraars. Deze konden tot 31 maart ingestuurd worden. Op deze dag werden in de ochtendshow elk uur drie luisteraars gebeld. Deze kregen als zij opnamen en in de studio kwamen, het bedrag van hun ingestuurde tankbon vergoed.

### 53J8
Dit spel was gebaseerd op het bordspel Scotland Yard. Hier was er een geheim persoon, beter bekend als Mr. X die het land door ging.
Iedere dag was hij op een andere locatie. Over die locatie kregen de luisteraars kleine tips via de radio. De luisteraar die aan de hand hiervan Mr. X vond, kreeg € 50.000 mee. Als hij ergens was geweest, plakte hij een sticker en vertelde aan het einde van de dag waar hij is geweest. Tot 2013 was Mr. X jaarlijks bezig om de luisteraars aan de jacht te brengen.

### 538 voor War Child
538 voor War Child was een actie die plaatsvond van 25 maart tot en met 1 april 2011, van 9 tot en met 16 maart 2012 en van 22 tot en met 29 maart 2013.
Tijdens de actie werd geld opgehaald voor War Child, een organisatie die zich inzet om kinderen te helpen bij het verwerken van hun oorlogstrauma's. Luisteraars van het radiostation bedachten de stunts die gedaan werden tijdens de actieweek en waarmee geld werd opgehaald. Iedere dag was 538 met een mobiele studio op een andere plaats in Nederland.
Op 1 mei 2013 werd bekend dat 538 stopt met 538 voor War Child.

### Missie 538
Op 12 oktober 2020 werd de actie Missie 538 aangekondigd, waarin vier samengestelde teams, bestaande uit de 538-diskjockeys en sidekicks, verschillende uitdagingen aangaan en verzoeknummers draaien om geld in te zamelen voor de Nederlandse voedselbanken. Deze actie keerde terug in 2021. Er werd toen geld ingezameld voor 12 verschillende goede doelen. In 2022 werd geld ingezameld voor een nieuwe Cleanroom in het Prinses Máxima Centrum in Utrecht. De actie vertoonde enige gelijkenissen met de actie Serious Request van 3FM en vond ook in dezelfde week plaats, namelijk de week voor Kerstmis. In 2023 besloot 538 te stoppen met deze actie.

### Win met de zin
Win met de zin is een spel dat op 25 augustus 2014 voor het eerst werd gespeeld. Van dat jaar tot 2016 werd dit spel tweemaal per jaar gespeeld, in februari en augustus. Vanaf 2017 wordt het slechts eenmaal per jaar gespeeld, van 2017 t/m 2019 in augustus, in 2020 en 2021 in maart en in 2022 in juni. De actie duurt minimaal een maand en als een opgave na deze periode nog niet is geraden wordt doorgespeeld totdat de opgave is geraden. Vier bekende stemmen hebben ieder een deel van de zin 'The Beat Of The Moment Radio 538' (in 2017 'Eén station, alle hits, Radio 538', in 2018 "Win Met De Zin = 538, Radio = 538" en in vanaf 2019 "Win Met De Zin") ingesproken. Deze zin is iedere werkdag tussen 6:00 uur en 19:00 uur op de radio te horen en kan tevens via de site en de app van Radio 538 worden teruggeluisterd. Het startbedrag is 5000 euro en bij iedere spelronde waar niet het volledige juiste antwoord is gegeven stijgt de prijzenpot met 250 euro. Alle genoemde namen worden vermeld op de site en in de app van Radio 538, zodat luisteraars weten welke namen al zijn genoemd, maar of ze goed of fout zijn weten ze niet. De jackpot wordt gewonnen door de luisteraar die alle vier stemmen goed heeft. Daarna start weer een nieuwe ronde. Het spel wordt elke werkdag ieder uur tussen 7.00 en 19.00 uur gespeeld. Het aanmelden voor dit spel gaat op dezelfde manier als bij "het geluid" van Qmusic. Men dient zich aan te melden via de 538 app door op de groene knop te drukken. Deze knop is gedurende de hele actieperiode te zien in de app, zodat men zich op elk moment van de dag kan aanmelden. Aanmeldingen in het weekend gelden voor de maandag erna. Uit de luisteraars die zich op deze manier hebben aangemeld worden dan mensen teruggebeld die een poging mogen wagen(voorheen moest men hiervoor bellen naar de studio). Het is daarom belangrijk om te controleren of het telefoonnummer correct is ingevuld in de app(om de app te kunnen gebruiken is een 538-account nodig en bij het aanmaken hiervan dient dit nummer te worden opgegeven). Bij elke poging is alleen te horen hoeveel namen er goed zijn, niet welke er goed zijn. Via de stream op de site is het aantal goede antwoorden ook te zien op een scherm achter de dj en bij vier goede antwoorden is er groene confetti te zien in de studio. Op 5 oktober 2019 werd bij dit spel de tot dan toe hoogste jackpot ooit gewonnen in een radiospelletje. De twintigjarige Simone Tuk uit 's-Gravendeel won € 72.000,- met de stemmen van Art Rooijakkers, Merel Westrik, André Hazes jr. en Bastille-zanger Dan Smith. Zij vond na lange tijd deze voor veel deelnemers onbekende stem na veel speurwerk op onder meer Twitter. Dit record werd echter op 24 oktober 2019 gebroken bij Qmusic. Kirsten uit Veenendaal raadde op die dag op deze zender het geluid tijdens de superronde en won daarmee € 100.000,-. Op 13 april 2021 won Neeltje Ververs uit Waalwijk hetzelfde bedrag met dit spel door de stemmen van Emma Wortelboer, Tess Wester, Gravin Degraw en Klaas-Jan Huntelaar te raden. Zij vond met veel speurwerk op Instagram en Facebook en de laatste hints op de radio na een zoektocht van 7 weken deze voor heel veel deelnemers onbekende laatste stem. Er was dat jaar slechts één ronde en de jackpot was € 100.000,-. Daarnaast kon er in 2021 3 × € 538,-  worden gewonnen door een luisteraar die een stem als eerste raadde. In 2022 was de jackpot € 25.000,-. Ook dat jaar was er maar één opgave. Er kon dat jaar tevens € 250,- worden gewonnen per goed geraden stem ongeacht of deze al eerder was geraden. De jackpot werd gewonnen door Rosanne uit Emmeloord. Zij raadde na vier weken de stemmen van Arjen Postma, Caroline van der Plas, Kimberley Bos en Kim-Lian van der Meij. Hiermee was dit de kortste editie van het spel.
Zodra deze actie start, wordt deze aangekondigd middels posters in bushokjes en op reclameborden. Op tv worden tijdens de actie speciale reclamespotjes uitgezonden. De zin die hierin wordt uitgesproken is echter niet de opgave. Dit wordt nadrukkelijk vermeld in de spotjes om verwarring te voorkomen. Ook worden sinds 2021 in de week voordat de actie start in de studio enkele hints gegeven die kunnen leiden naar de stemmen uit de opgave.

### 538 Stemmenjacht
Dit spel wordt sinds het voorjaar van 2024 jaarlijks gespeeld in de twee periodes waarin het tv-programma Postcode Loterij Miljoenenjacht wordt uitgezonden, in het voorjaar en in het najaar. Bij dit spel zijn er net als bij Miljoenenjacht 26 koffers met daarin verschillende geldbedragen. Bij elke koffer hoort een stem die geraden moet worden om het bedrag in de koffer te winnen. Luisteraars kunnen zich aanmelden via de site en app van Radio 538. Gedurende de uitzendperiode van Miljoenenjacht wordt elk uur een luisteraar gebeld die een koffer mag uitkiezen en mag proberen de bijbehorende stem te raden. Bij een goed antwoord wint hij/zij het bedrag uit de koffer en verdwijnt de betreffende koffer uit het spel. Bij een fout antwoord gaat de koffer weer dicht en krijgt de betreffende luisteraar als troostprijs een lot waarmee hij/zij één maand gratis mee mag spelen met de Nationale Postcode Loterij. De koffer blijft dan in het spel en kan dan weer door een andere luisteraar worden geopend. Het spel loopt tot alle 26 de stemmen zijn geraden. Het totaal te winnen bedrag bij dit spel is €100.000,-. Ook tussen Kerstmis en Oud en Nieuw, op 27, 30 en 31 december wordt dit spel gespeeld. In die periode is er slechts één koffer met daarin €15.000,- waarvan de stem moet worden geraden om dit bedrag te winnen.

## Digitale zenders
Radio 538 heeft een aantal digitale muziekzenders die via het internet te beluisteren zijn:
- 538 90's
- 538 Classics
- 538 Dance Department
- 538 Hitzone
- 538 Ibiza
- 538 Non-stop
- 538 Party
- 538 Top 50
- 538 Zomer

## Televisiezender
TV 538 is een televisiezender die in 2011 is gestart als televisiezender van Radio 538.

## Marktaandeel
De Stichting Nationaal Luister Onderzoek (NLO) laat periodiek het aantal luisteraars per zender meten.
Radio 538 wist in tien jaar tijd een flink marktaandeel te bemachtigen. In 2004 stootte de zender de jarenlange marktleider Sky Radio in de algemene doelgroep (10+) van de troon. Het marktaandeel lag toen tussen de 10 en de 12 procent. Tot en met 2018 was de zender vaak de marktleider van alle landelijke Nederlandse radiozenders. In 2019, nadat Edwin Evers de zender had verlaten, zakte de zender wat weg en stond het steeds vaker op de nummer twee positie achter NPO Radio 2. In 2020 verloor Radio 538 nog meer marktaandeel ten gunste van NPO Radio 2, Radio 10 en Qmusic. In 2022 zakte het station voor het eerst sinds 20 jaar onder de 8 procent marktaandeel.

## Beeldmerk

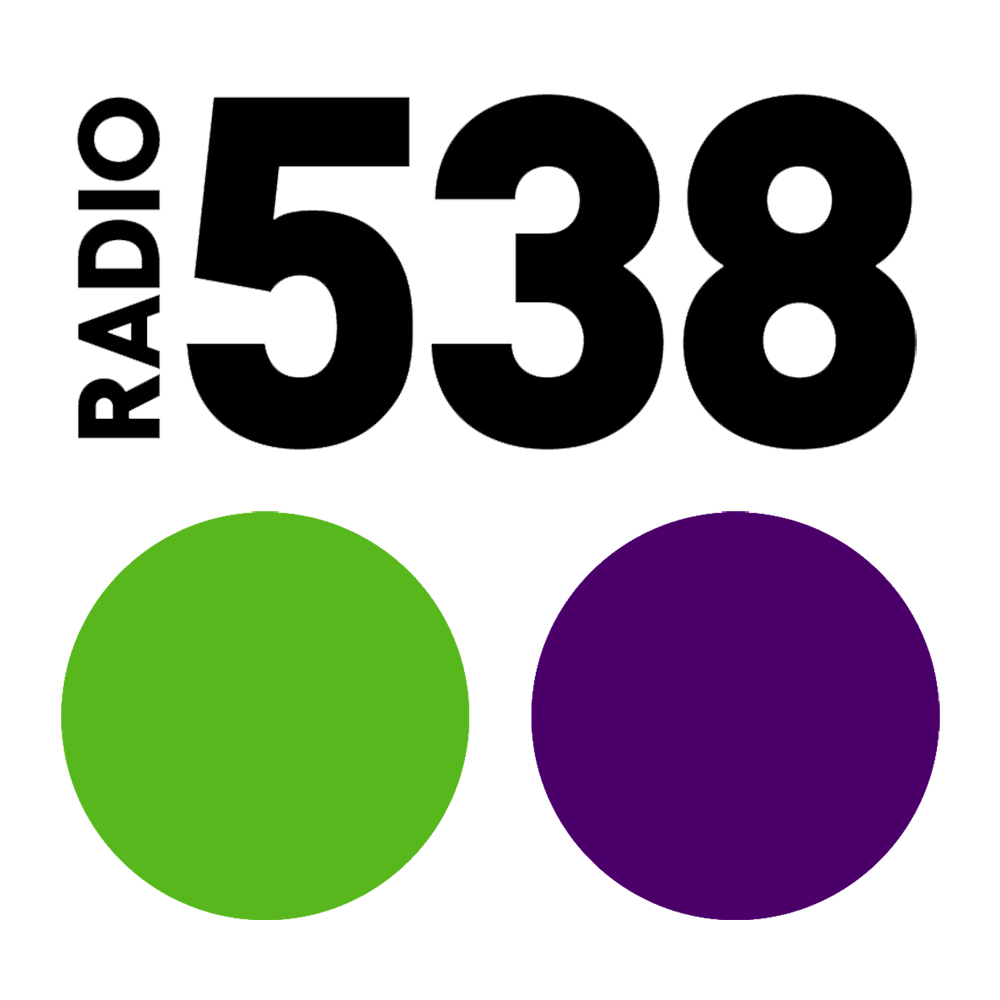
Van 14 juni 2004 t/m 3 september 2012
Van 3 september 2012 t/m 12 mei 2014
Sinds 12 mei 2014
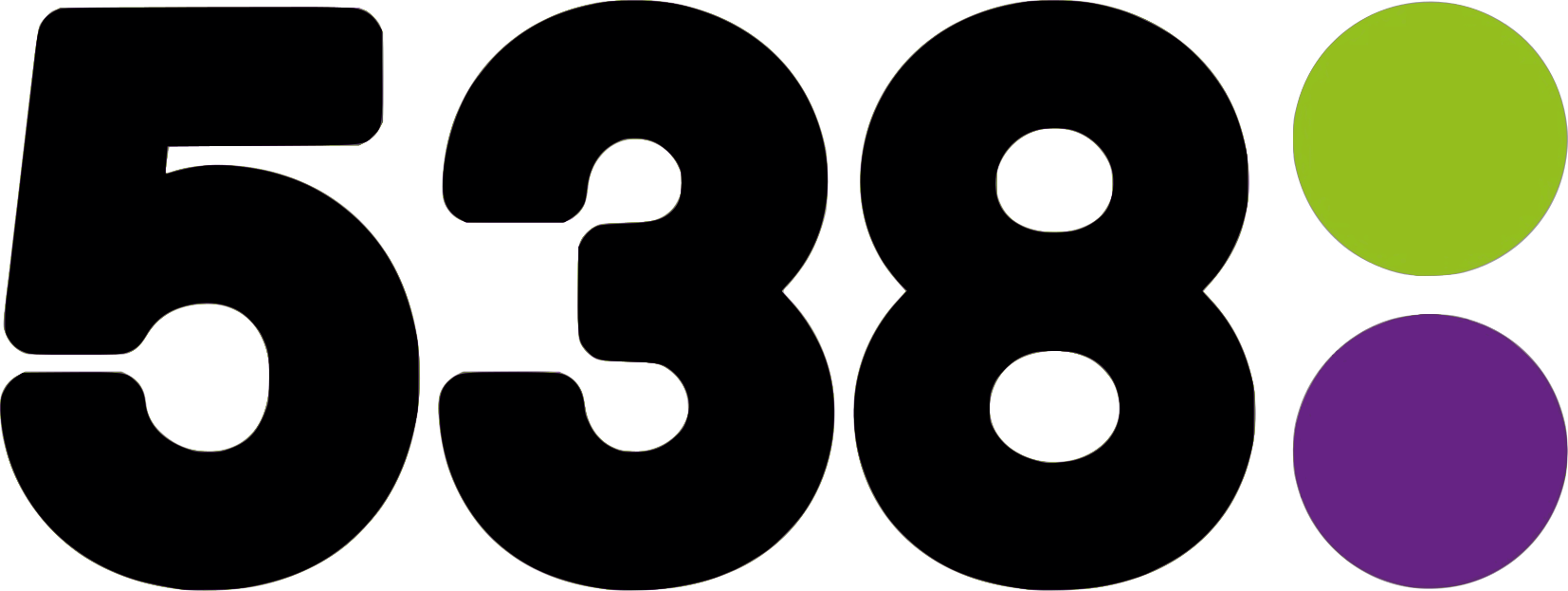
Het huidige logo van Radio 538

## Slagzin
- Meer muziek (2001-2003)
- 100% hits (2001-2003)
- De nummer 1 op 102FM (2003-2004)
- Radio = 538 (2005–heden)
- I Love Radio (2005–2007)
- 102FM Radio=538 (2005–2010)
- Turn me on (2009–2012)
- Are you in? (2012–2014)
- The beat of the moment (2014–2017)
- Één station, alle hits (2017–2022)
- Jouw hits, jouw 538! (2022–heden)

## Prijzen

### Marconi Award
In 2002 won Radio 538 voor het eerst de Marconi Award voor beste radiozender. Deze award wist het ook in 2004, 2009, 2016 en 2024 te winnen. Edwin Evers won meerdere awards gedurende zijn dienstverband bij Radio 538. Zo werd hij uitgeroepen tot beste programmamaker in 2000 en 2002, en werd hij in 2009 uitgeroepen tot beste presentator. Ook zijn programma Evers staat op won een prijs, beste programma 2006. Later wist de Top 40 deze prijs nog te winnen. In 2015 won de Coen en Sander Show de Marconi Impact Award. Julia van Reyendam won in 2024 de Marconi Award voor Aanstormend Talent.

### Gouden RadioRing
Ook bij de Gouden RadioRing won Radio 538 meerdere malen een prijs. Edwin Evers won de Zilveren RadioSter Man in 2006, 2009 en 2010, daarnaast was hij ook voor die prijs genomineerd in 2007, 2008, 2011, 2012, 2013 en 2018. Tim Klijn wist de prijs in 2023 te winnen. In 2006 en 2018 won Evers staat op de Gouden RadioRing voor beste programma. MiddenInDeNachtRick, van Rick van Velthuysen, werd tweemaal genomineerd voor deze prijs maar wist hem niet te winnen. Ook A State of Trance werd genomineerd voor beste programma, maar werd niet de uiteindelijke winnaar. Dit lukte De 538 Ochtend in 2023 wel. Anno 2024 is Froukje de Both de enige vrouwelijke diskjockey die - tijdens een dienstverband bij 538 - genomineerd werd voor de Zilveren RadioSter Vrouw. Zij werd viermaal genomineerd, maar won de prijs geen enkele keer.

## Vlaamse versie
In Vlaanderen werd op 13 februari 1999 op de kabel een Vlaamse versie van Radio 538 gelanceerd in afwachting van de etherfrequentieverdeling voor landelijke commerciële radio, die eind jaren 90 door de Vlaamse overheid voor 2000 was aangekondigd. Toen in 2000 nog geen duidelijke procedure voor een frequentieverdeling was bepaald, trok Radio 538 zich terug uit Vlaanderen.